# Waiau

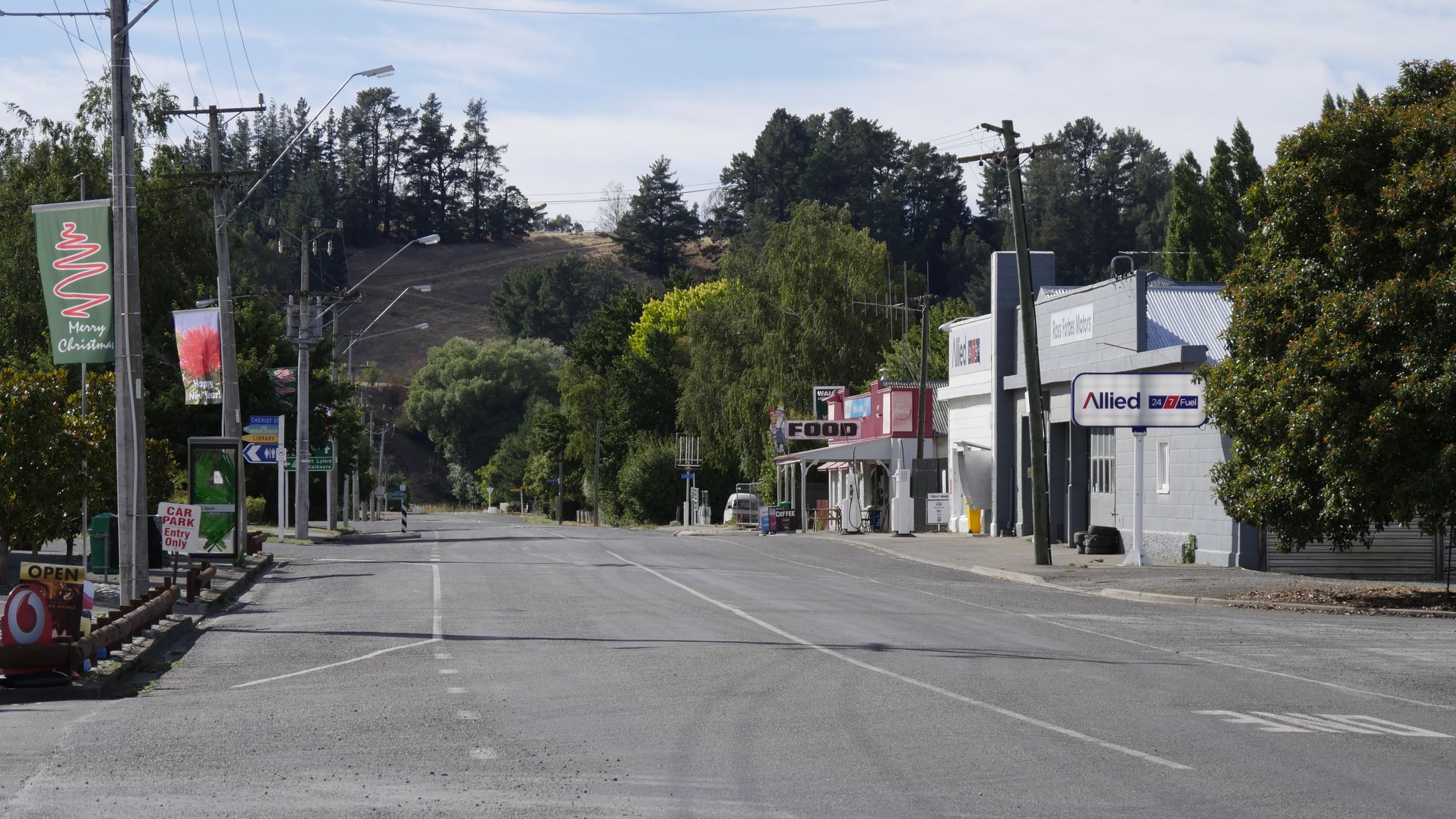
Lyndon Street in Waiau in östliche Richtung gesehen

Waiau ist ein Dorf im Hurunui District der Region Canterbury auf der Südinsel von Neuseeland.

## Geographie
Waiau befindet rund 23 km südöstlich von Hanmer Springs, 21 km nordwestlich von Cheviot und 60 km südwestlich von Kaikoura. Durch den Ort führt der New Zealand State Highway 70, der Culverden im Südwesten mit Kaikoura im Nordosten verbindet. Westlich von Waiau führt der Waiau Uwha River an dem Ort vorbei.

## Geschichte
In der Cyclopedia of New Zealand aus dem Jahr 1903 wird Waiau, das in den 1870er Jahren gegründet wurde, als ein pittoresker Ort beschrieben, mit einem Hotel, einer Post- und Telegrafenstation, einem sogenannten Money Order Office, zwei Geschäften, zwei Kirchen, einer Schule und einer Bibliothek, zwei Kutschenstationen, einem Sattler und einem Schmied. Der Ort, der seinerzeit 153 Einwohner hatte, lebte von der Schafzucht und vom Flachsanbau.

## Bevölkerung
Zum Zensus des Jahres 2013 zählte der Ort 261 Einwohner, 3,6 % mehr als zur Volkszählung im Jahr 2006.

## Erdbeben
Am 14. November 2016 erzeugte das Kaikoura-Erdbeben, das sein Epizentrum 3,6 km südwestlich von Waiau hatte, in dem Ort für erheblichen Schäden. Bis zu 15 Gebäuden, so schätzte man einen Tag später, waren derart geschädigt, dass sie wohl abgerissen werden müssen. So wurde als Beispiel die All Saint's Church des Ortes, die aus Steinen und Zement gebaut wurde, irreparabel beschädigt. Auch das Waiau Lodge Hotel wurde derart beschädigt, so dass es im Februar 2017 immer noch nicht wieder hergestellt werden konnte. Das in den 1860er Jahren errichtete Cob Cottage, das vom New Zealand Historic Places Trust (NZHPT) unter Denkmalschutz gestellt wurde, fiel auch dem Erdbeben zum Opfer. Das Gebäude der Presbyterian Church, das nur wenige Meter von dem Cottage entfernt steht, blieb hingegen unversehrt.

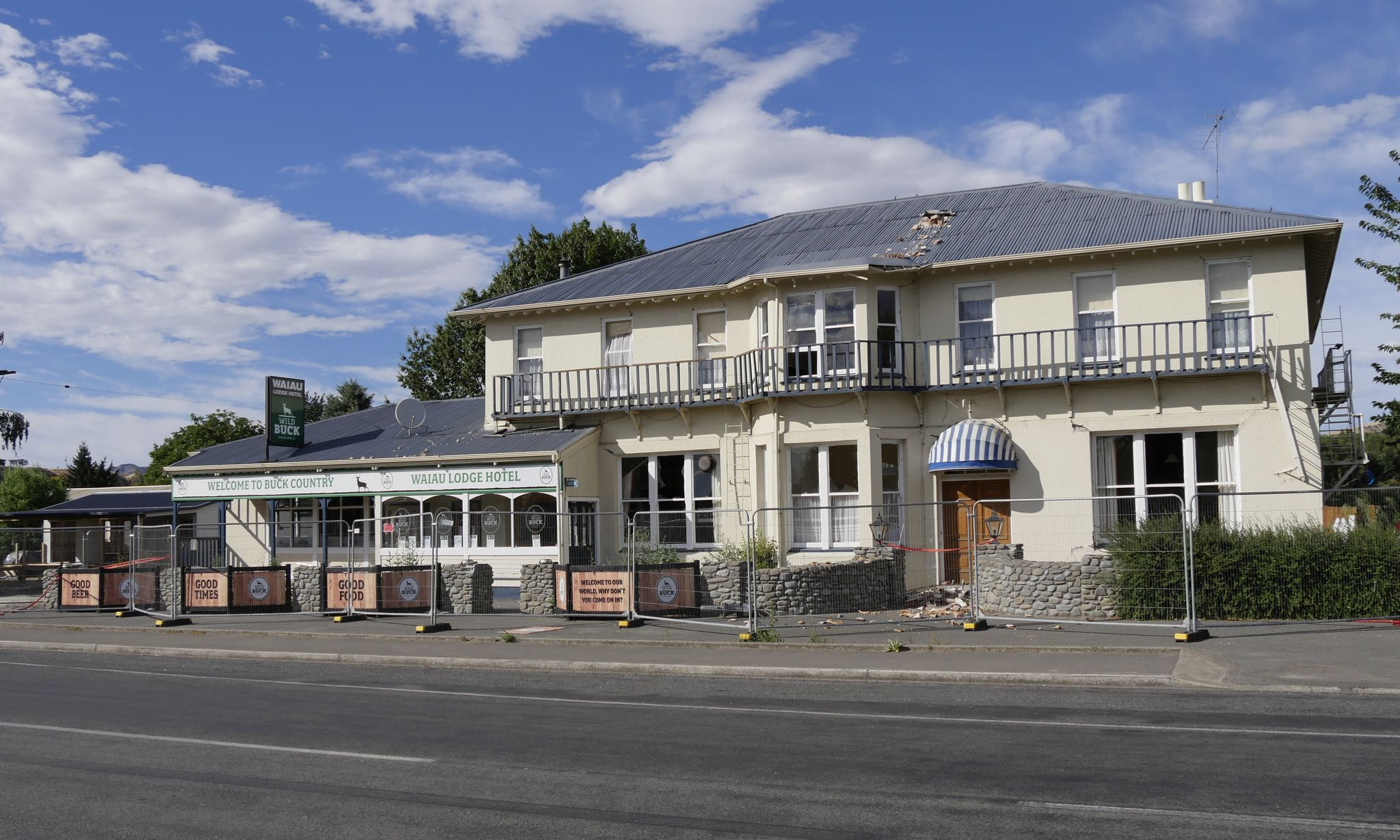
Waiau Lodge Hotel
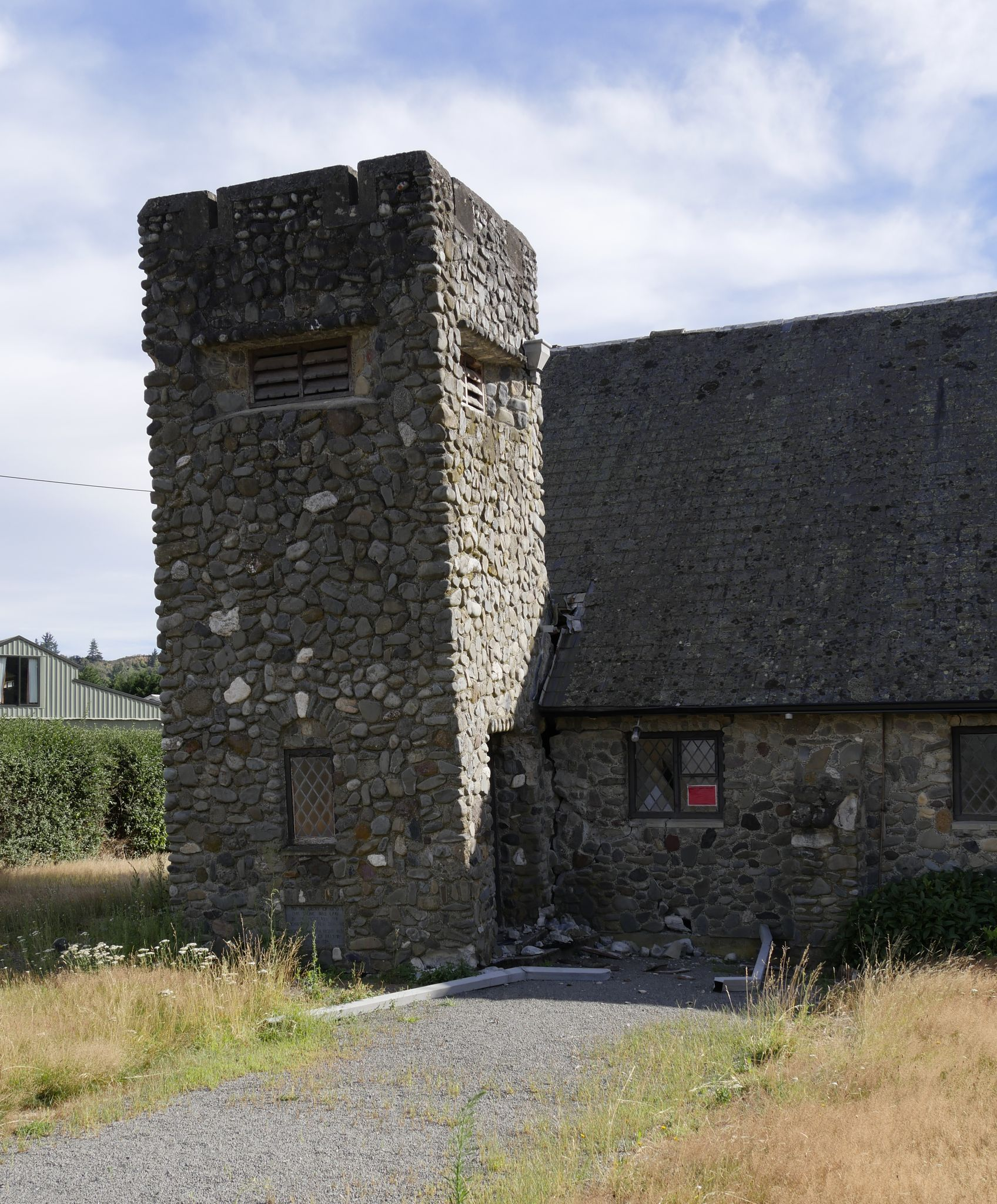
All Saints Church
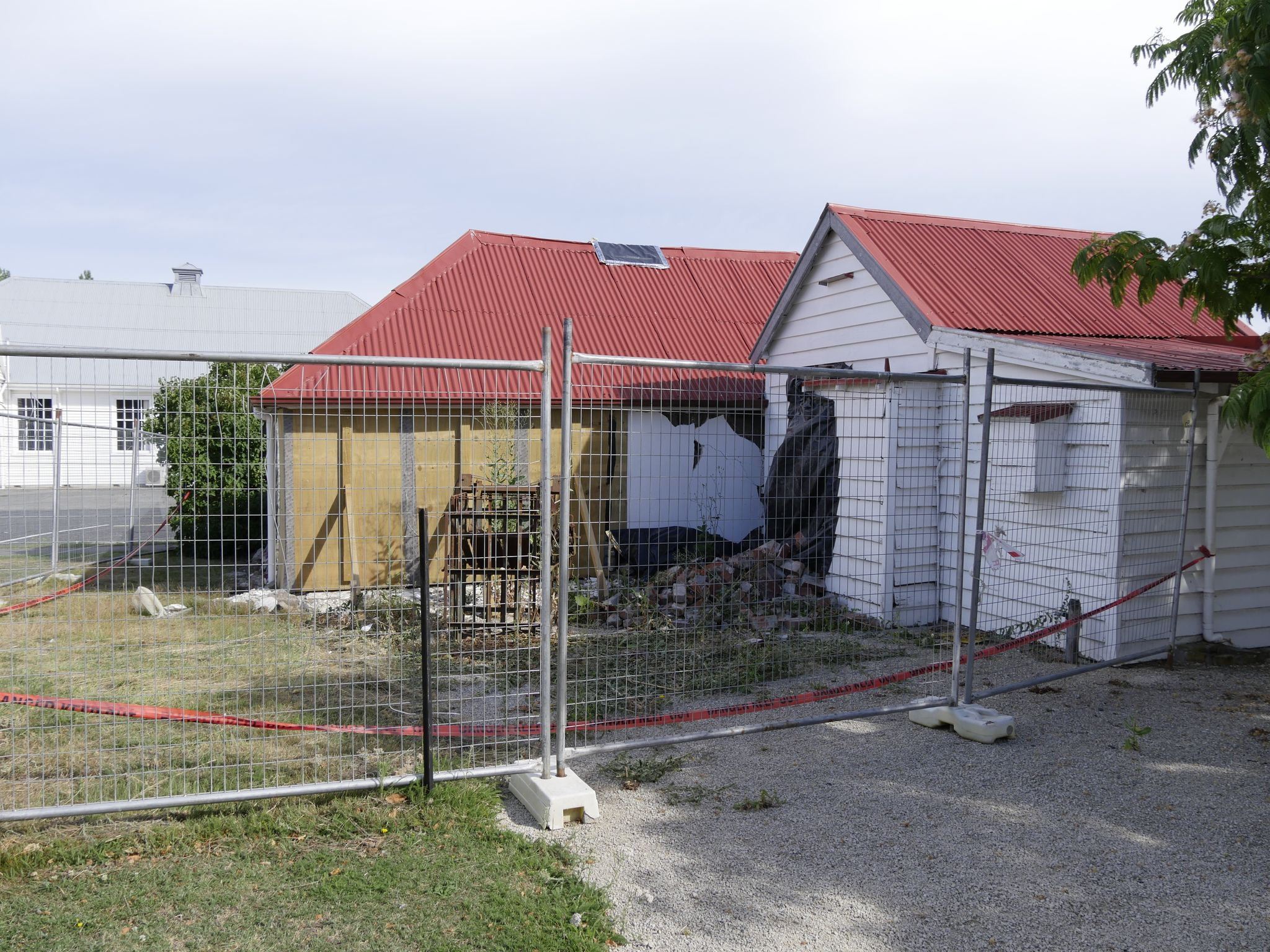
Cob Cottage